# Боб Гленденнінг
Роберт "Боб" Гленденнінг (англ. Robert "Bob" Glendenning, 6 червня 1888, Вашингтон — 19 листопада 1940) — англійський футболіст, що грав на позиції захисника, зокрема, за клуби «Вашингтон Юнайтед» та «Болтон Вондерерз». По завершенні ігрової кар'єри — тренер. Володар Кубка Англії.

## Ігрова кар'єра
У футболі дебютував виступами за команду «Вашингтон Юнайтед». 
З 1913 року захищав кольори «Барнслі» в складі якого став володарем Кубка Англії.
Своєю грою за останню команду привернув увагу представників тренерського штабу клубу «Болтон Вондерерз», до складу якого приєднався 1913 року. Відіграв за клуб з Болтона наступні два сезони своєї ігрової кар'єри. Більшість часу, проведеного у складі «Болтона», був основним гравцем захисту команди.
Завершив професійну ігрову кар'єру у клубі «Аккрінгтон Стенлі».

## Кар'єра тренера
Розпочав тренерську кар'єру, повернувшись до футболу після тривалої перерви, 1923 року, очоливши тренерський штаб збірної Нідерландів.
Згодом став головним тренером команди «Конінклейке ГФК», тренував команду з Гарлема один рік.
Останнім місцем тренерської роботи була збірна Нідерландів, головним тренером якої Боб Гленденнінг був з 1925 по 1940 рік. 
Очолював збірну Нідерландів на двох чемпіонатах світу. У 1934 році в Італії Нідерланди програли в стартовому матчі швейцарцям (2-3), а в 1938 році у Франції програли Чехословаччині (0-3).
Помер 19 листопада 1940 року на 53-му році життя після величезного потрясіння, отриманого від окупації Нідерландів гітлерівською Німеччиною. Похований в Болтоні.

## Титули і досягнення
- Володар Кубка Англії (1):

«Барнслі»: 1911-1912